# Copa de Competencia de la Liga Argentina 1932
La Copa de Competencia 1932 fue la primera edición de este torneo.
Inspirado en la antigua Copa de Competencia Jockey Club, fue organizado por la Liga Argentina de Football, entidad disidente que instauró el profesionalismo en el fútbol argentino.
Participaron en ella todos los clubes pertenecientes al Campeonato de Primera División 1932.
El Club Atlético River Plate se consagró campeón al vencer en la final al Club Estudiantes de La Plata por 3 a 1.

## Sistema de disputa
Se jugó por eliminación directa a un solo partido. En caso de empate se disputaba una prórroga de 30 minutos, o en su defecto, un segundo encuentro tres días más tarde.
Todos los partidos eran disputados en sede neutral.

## Equipos
| Equipo             | Ciudad               |
| ------------------ | -------------------- |
| Argentinos Juniors | Buenos Aires         |
| Atlanta            | Buenos Aires         |
| Boca Juniors       | Buenos Aires         |
| Chacarita Juniors  | Buenos Aires         |
| Estudiantes        | La Plata             |
| Ferro Carril Oeste | Buenos Aires         |
| Gimnasia y Esgrima | La Plata             |
| Huracán            | Buenos Aires         |
| Independiente      | Avellaneda           |
| Lanús              | Lanús                |
| Platense           | Vicente López        |
| Quilmes            | Quilmes              |
| Racing             | Avellaneda           |
| River Plate        | Buenos Aires         |
| San Lorenzo        | Buenos Aires         |
| Talleres           | Remedios de Escalada |
| Tigre              | Victoria             |
| Vélez Sarsfield    | Buenos Aires         |

## Ronda Previa
| Fecha      |         |     |                    | Estadio                   |
| ---------- | ------- | --- | ------------------ | ------------------------- |
| 25 de mayo | Huracán | 2:0 | Chacarita Juniors  | Estadio de Alvear y Tagle |
| 25 de mayo | Racing  | 3:1 | Argentinos Juniors | Estadio El Gasómetro      |

## Desarrollo[2]
|  | Octavos de final   | Octavos de final |             |       | Cuartos de final | Cuartos de final |  |  | Semifinales          | Semifinales          |  |  | Final          | Final          |
|  | 29 de junio        | 29 de junio      |             |       | 12 de octubre    | 12 de octubre    |  |  | 27 y 30 de noviembre | 27 y 30 de noviembre |  |  | 4 de diciembre | 4 de diciembre |
|  |                    |                  |             |       |                  |                  |  |  |                      |                      |  |  |                |                |
|  |                    |                  |             |       |                  |                  |  |  |                      |                      |  |  |                |                |
|  |                    |                  |             |       |                  |                  |  |  |                      |                      |  |  |                |                |
|  | Tigre              | 4                |             |       |                  |                  |  |  |                      |                      |  |  |                |                |
|  | Tigre              | 4                |             |       |                  |                  |  |  |                      |                      |  |  |                |                |
|  | Talleres (RdE)     | 0                |             |       |                  |                  |  |  |                      |                      |  |  |                |                |
|  | Talleres (RdE)     | 0                | Tigre       | 1     |                  |                  |  |  |                      |                      |  |  |                |                |
|  |                    |                  |             | 1     |                  |                  |  |  |                      |                      |  |  |                |                |
|  |                    | Estudiantes      | 2           |       |                  |                  |  |  |                      |                      |  |  |                |                |
|  | Ferro Carril Oeste | Estudiantes      | 2           | 3     |                  |                  |  |  |                      |                      |  |  |                |                |
|  | Ferro Carril Oeste |                  |             | 3     |                  |                  |  |  |                      |                      |  |  |                |                |
|  | Estudiantes        | 5                |             |       |                  |                  |  |  |                      |                      |  |  |                |                |
|  | Estudiantes        | 5                | Estudiantes | 3     |                  |                  |  |  |                      |                      |  |  |                |                |
|  |                    |                  |             | 3     |                  |                  |  |  |                      |                      |  |  |                |                |
|  |                    | San Lorenzo      | 1           |       |                  |                  |  |  |                      |                      |  |  |                |                |
|  | Boca Juniors       | San Lorenzo      | 1           | 2     |                  |                  |  |  |                      |                      |  |  |                |                |
|  | Boca Juniors       |                  |             | 2     |                  |                  |  |  |                      |                      |  |  |                |                |
|  | Quilmes            | 3 (aet)          |             |       |                  |                  |  |  |                      |                      |  |  |                |                |
|  | Quilmes            | 3 (aet)          | Quilmes     | 2     |                  |                  |  |  |                      |                      |  |  |                |                |
|  |                    |                  |             | 2     |                  |                  |  |  |                      |                      |  |  |                |                |
|  |                    | San Lorenzo      | 4           |       |                  |                  |  |  |                      |                      |  |  |                |                |
|  | Gimnasia y Esgrima | San Lorenzo      | 4           | 1     |                  |                  |  |  |                      |                      |  |  |                |                |
|  | Gimnasia y Esgrima |                  |             | 1     |                  |                  |  |  |                      |                      |  |  |                |                |
|  | San Lorenzo        | 4                |             |       |                  |                  |  |  |                      |                      |  |  |                |                |
|  | San Lorenzo        | 4                | Estudiantes | 1     |                  |                  |  |  |                      |                      |  |  |                |                |
|  |                    |                  |             | 1     |                  |                  |  |  |                      |                      |  |  |                |                |
|  |                    | River Plate      | 3           |       |                  |                  |  |  |                      |                      |  |  |                |                |
|  | Atlanta            | River Plate      | 3           | 2     |                  |                  |  |  |                      |                      |  |  |                |                |
|  | Atlanta            |                  |             | 2     |                  |                  |  |  |                      |                      |  |  |                |                |
|  | Vélez Sarsfield    | 0                |             |       |                  |                  |  |  |                      |                      |  |  |                |                |
|  | Vélez Sarsfield    | 0                | Atlanta     | 1     |                  |                  |  |  |                      |                      |  |  |                |                |
|  |                    |                  |             | 1     |                  |                  |  |  |                      |                      |  |  |                |                |
|  |                    | River            | 4           |       |                  |                  |  |  |                      |                      |  |  |                |                |
|  | River Plate        | River            | 4           | 1     |                  |                  |  |  |                      |                      |  |  |                |                |
|  | River Plate        |                  |             | 1     |                  |                  |  |  |                      |                      |  |  |                |                |
|  | Racing             | 0                |             |       |                  |                  |  |  |                      |                      |  |  |                |                |
|  | Racing             | 0                | River       | 0 - 4 |                  |                  |  |  |                      |                      |  |  |                |                |
|  |                    |                  |             | 0 - 4 |                  |                  |  |  |                      |                      |  |  |                |                |
|  |                    | Lanús            | 0 - 3       |       |                  |                  |  |  |                      |                      |  |  |                |                |
|  | Platense           | Lanús            | 0 - 3       | 1     |                  |                  |  |  |                      |                      |  |  |                |                |
|  | Platense           |                  |             | 1     |                  |                  |  |  |                      |                      |  |  |                |                |
|  | Lanús              | 2 (aet)          |             |       |                  |                  |  |  |                      |                      |  |  |                |                |
|  | Lanús              | 2 (aet)          | Lanús       | 3     |                  |                  |  |  |                      |                      |  |  |                |                |
|  |                    |                  |             | 3     |                  |                  |  |  |                      |                      |  |  |                |                |
|  |                    | Independiente    | 2           |       |                  |                  |  |  |                      |                      |  |  |                |                |
|  | Independiente      | Independiente    | 2           | 2     |                  |                  |  |  |                      |                      |  |  |                |                |
|  | Independiente      |                  |             | 2     |                  |                  |  |  |                      |                      |  |  |                |                |
|  | Huracán            | 0                |             |       |                  |                  |  |  |                      |                      |  |  |                |                |
|  | Huracán            | 0                |             |       |                  |                  |  |  |                      |                      |  |  |                |                |

## Final
| Guardameta     | Guardameta     | Sebastián Sirni   |  |
| Defensa        | Defensa        | Roberto Basílico  |  |
| Defensa        | Defensa        | Alberto Cuello    |  |
| Centrocampista | Centrocampista | Esteban Malazzo   |  |
| Centrocampista | Centrocampista | Manuel Dañil      |  |
| Centrocampista | Centrocampista | Carlos Santamaría |  |
| Delantero      | Delantero      | Ricardo Zatelli   |  |
| Delantero      | Delantero      | Pedro Lago        |  |
| Delantero      | Delantero      | Bernabé Ferreyra  |  |
| Delantero      | Delantero      | Carlos Peucelle   |  |
| Delantero      | Delantero      | Nazareno Luna     |  |
| DT             | DT             | Víctor Caamaño    |  |

| Guardameta     | Guardameta     | Emir Latorre       |  |
| Defensa        | Defensa        | Ramón Rodríguez    |  |
| Defensa        | Defensa        | Armando Nery       |  |
| Centrocampista | Centrocampista | Ubaldo Viola       |  |
| Centrocampista | Centrocampista | Ulises Uslenghi    |  |
| Centrocampista | Centrocampista | Carlos Riolfo      |  |
| Delantero      | Delantero      | Miguel Ángel Lauri |  |
| Delantero      | Delantero      | Alejandro Scopelli |  |
| Delantero      | Delantero      | Alberto Zozaya     |  |
| Delantero      | Delantero      | Manuel Ferreira    |  |
| Delantero      | Delantero      | Enrique Guaita     |  |
| DT             | DT             | Jaime Rottman      |  |

| Anotado | 11' | Carlos Peucelle  |
| Anotado | 49' | Bernabé Ferreyra |
| Anotado | 79' | Bernabé Ferreyra |

| Anotado | 48' | Enrique Guaita |

| Árbitro | Eduardo Forte |

| Guardameta     | Guardameta     | Sebastián Sirni   |  |
| Defensa        | Defensa        | Roberto Basílico  |  |
| Defensa        | Defensa        | Alberto Cuello    |  |
| Centrocampista | Centrocampista | Esteban Malazzo   |  |
| Centrocampista | Centrocampista | Manuel Dañil      |  |
| Centrocampista | Centrocampista | Carlos Santamaría |  |
| Delantero      | Delantero      | Ricardo Zatelli   |  |
| Delantero      | Delantero      | Pedro Lago        |  |
| Delantero      | Delantero      | Bernabé Ferreyra  |  |
| Delantero      | Delantero      | Carlos Peucelle   |  |
| Delantero      | Delantero      | Nazareno Luna     |  |
| DT             | DT             | Víctor Caamaño    |  |

| Guardameta     | Guardameta     | Emir Latorre       |  |
| Defensa        | Defensa        | Ramón Rodríguez    |  |
| Defensa        | Defensa        | Armando Nery       |  |
| Centrocampista | Centrocampista | Ubaldo Viola       |  |
| Centrocampista | Centrocampista | Ulises Uslenghi    |  |
| Centrocampista | Centrocampista | Carlos Riolfo      |  |
| Delantero      | Delantero      | Miguel Ángel Lauri |  |
| Delantero      | Delantero      | Alejandro Scopelli |  |
| Delantero      | Delantero      | Alberto Zozaya     |  |
| Delantero      | Delantero      | Manuel Ferreira    |  |
| Delantero      | Delantero      | Enrique Guaita     |  |
| DT             | DT             | Jaime Rottman      |  |

| Anotado | 11' | Carlos Peucelle  |
| Anotado | 49' | Bernabé Ferreyra |
| Anotado | 79' | Bernabé Ferreyra |

| Anotado | 48' | Enrique Guaita |

| Árbitro | Eduardo Forte |

| Campeón River Plate 1.er título |

| Predecesor: Ninguna | I Copa de Competencia de la Liga Argentina 1932 Campeón: River Plate | Sucesor: 1933 Campeón: Racing Club |